# ロバート・エングル
ロバート・エングル（Robert Fry Engle III、1942年11月10日 - ）は、アメリカ合衆国の経済学者。時系列分析手法の確立によってクライヴ・グレンジャーとともに2003年のノーベル経済学賞を受賞した。

## 来歴
- 1942年　ニューヨーク州シラキュースで生まれる。
- 1964年　ウィリアムズ大学で物理学科を卒業する（B.S.）。
- 1966年　コーネル大学で物理学の修士号を取得する（M.S.）。
- 1969年　コーネル大学で経済学の博士号を取得する（Ph.D.)。
- 1969年～1975年　マサチューセッツ工科大学の経済学の教授を務める。
- 1975年～2003年　カリフォルニア大学サンディエゴ校の教授を務める。
- 2000年～現在　ニューヨーク大学スターン経営大学院で、アムステルダム・ファイナンス・インスティテュートと協力して提供される「経営陣のためのリスクマネジメントプログラム」を教えている。
- 2003年　カリフォルニア大学サンディエゴ校を引退し、名誉教授と研究教授になる。
- 2003年　トムソン・ロイター引用栄誉賞及びノーベル経済学賞を受ける（クライヴ・グレンジャーとともに受賞）。

## 業績
- ロバート・エングルの最も大きな業績は、金融市場や金利など予測不能な動きの分析法を確立したことである。これらの不安定な動きの正確な予測は、経営リスクの適切な管理に不可欠のものである。例えば、リスクマネジメントはオプション価格やデリバティブに重要な役割を果たす。以前の経済学者は不安定性の評価や単純な原理を使った荒い予測によってこれらを見積もっていた。
- エングルは、1982年、高い不安定性と低い不安定性の間で動く株価や他の金融変数のデータ、いいかえると分散不均一性を示す時系列データをあつかう、新しい統計モデル（ARCHモデル、分散自己回帰モデル、分散不均一モデルなどという）を考案した。これらの統計モデルは現代の価格理論などにおいて不可欠なものとなった。

## 主要論文
- Autoregressive Conditional Heteroskedasticity With Estimates of the Variance of UK Inflation Econometrica 50 (1982): 987-1008.
- Estimation of Time Varying Risk Premia in the Term Structure: the ARCH-M Model (with David Lilien and Russell Robins), Econometrica 55 (1987): 391-407.
- Co-integration and Error Correction: Representation, Estimation and Testing (with Clive Granger), Econometrica 55 (1987): 251-276.
- Semi-parametric estimates of the relation between weather and electricity demand (with C. Granger, J. Rice and A. Weiss), Journal of American Statistical Association 81 (1986): 310-320.
- Exogeneity (with David F. Hendry and Jean-Francois Richard), Econometrica 51 (1983): 277-304.
- Asset Pricing with a Factor ARCH Covariance Structure: Empirical Estimates for Treasury Bills (with V. Ng, and M. Rothschild) Journal of Econometrics 45 (1990):  213-237.
- Autoregressive Conditional Duration: A New Model for Irregularly Spaced Transaction Data, Econometrica 66 (1998):1127-1162.
- Dynamic Conditional Correlation - A Simple Class of Multivariate GARCH Models  Journal of Business and Economic Statistics (July 2002)